# Drenov
Drenov (bulgariska: Дренов) är ett distrikt i Bulgarien.   Det ligger i kommunen Obsjtina Lovetj och regionen Lovetj, i den centrala delen av landet, 140 km nordost om huvudstaden Sofia.
Trakten runt Drenov består till största delen av jordbruksmark. Runt Drenov är det ganska tätbefolkat, med 60 invånare per kvadratkilometer.